# ホルスト・ハイェク
ホルスト・ハイェク（Horst Hajek、1944年5月30日 - 2013年8月22日）は、オーストリアのクラリネット奏者。

## 経歴
リンツ近郊のヴェルスに生まれ、10歳からクラリネットを始めた。ウィーンでルドルフ・イェッテルに学ぶ。1965年モーツァルテウム管弦楽団、1971年ウィーン国立歌劇場管弦楽団首席、1973年からウィーン・フィルハーモニー管弦楽団団員。1966年から1986年までアンサンブル・コントラプンクテのメンバー、1978年からウィーン国立音楽大学教授。
2008年にウィーン・フィルを退団した。

## リンク
- 略歴(Musiklexikon)